# Kubiskt medelvärde
Kubiskt medelvärde är ett statistiskt mätetal för variationerna hos en storhets belopp. Det kubiska medelvärdet kan ses som ett generaliserat medelvärde med p = 3. 

## Definition
Kubiska medelvärdet för en uppsättning värden (eller en tidskontinuerligt varierande vågform) är kubikroten ur det aritmetiska medelvärdet av kubiken på dessa värden (eller kubiken på den funktion som definierar den kontinuerliga vågformen).
I fallet med en mängd av {\displaystyle n} diskreta värden {\displaystyle \{x_{1},x_{2},\dots ,x_{n}\}} ges kubiska medelvärdet av
{\displaystyle x_{\mathrm {kub} }={\sqrt[{3}]{{\frac {1}{n}}\left(x_{1}^{3}+x_{2}^{3}+\cdots +x_{n}^{3}\right)}}}
I fallet när vågformen beskrivs av en kontinuerlig funktion {\displaystyle f(t)} definierad på intervallet  {\displaystyle T_{1}\leq t\leq T_{2}} beräknas kubiska medelvärdet som
{\displaystyle f_{\mathrm {kub} }={\sqrt[{3}]{{1 \over {T_{2}-T_{1}}}{\int _{T_{1}}^{T_{2}}{[f(t)]}^{3}\,dt}}},}
och kubiska medelvärdet för en funktion över ett oändligt intervall beräknas som
{\displaystyle f_{\mathrm {kub} }=\lim _{T\rightarrow \infty }{\sqrt[{3}]{{1 \over {T}}{\int _{0}^{T}{[f(t)]}^{3}\,dt}}}}
Kubiska medelvärdet över ett oändligt intervall är för en periodisk funktion lika med kbubiska medelvärdet för en period av funktionen.

### Exempel
En sinusvåg beskrivs av
{\displaystyle \ x(t)=A\sin(\omega t)}
där {\displaystyle \ A} är amplituden och {\displaystyle \ t} är tiden och {\displaystyle \ \omega } vinkelfrekvensen i radianer per tidsenhet.
Då 
{\displaystyle \omega ={\frac {2\pi }{T}}}
kan kubiska medelvärdet skrivas
{\displaystyle x_{\text{kub}}={\sqrt[{3}]{{1 \over T}\int _{0}^{T}\,A^{3}\sin ^{3}\left({\frac {2\pi }{T}}t\right)\,dt}}={\frac {A}{\sqrt[{3}]{2\pi }}}{\sqrt[{3}]{\int _{0}^{2\pi }\,\sin ^{3}(t)\,dt}}}

## Jämförelse med andra medelvärden

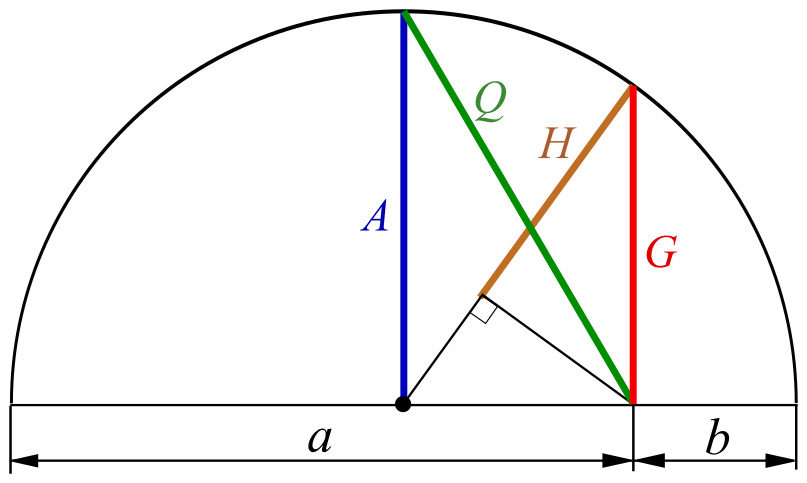
Geometrisk jämförelse av medelvärden

Medelvärden av två tal, a och b, kan konstrueras geometriskt med hjälp av en halvcirkel med diametern a + b.
A: Aritmetiska medelvärdet
Q: Kvadratiska medelvärdet
H: Harmoniska medelvärdet
G: Geometriska medelvärdet
Det framgår att
{\displaystyle {\bar {a}}_{Q}\geq {\bar {a}}_{A}\geq {\bar {a}}_{G}\geq {\bar {a}}_{H}}
Denna ordning gäller även för ett godtyckligt antal tal.